# 斯德哥爾摩王宮
斯德哥爾摩王宮 ，或稱皇家宮城（Kungliga slottet），位於斯德哥爾摩老城北部的瑞典王宮。斯德哥爾摩王宮的歷史始於中世紀的三王冠宮，雖然現時王室已經搬出到郊外的卓寧霍姆宮，但斯德哥爾摩王宮仍是瑞典國王的官方居所。
除了用作王室居所的樓層外，王宮其餘部份還有其他用途，如古斯塔夫三世文物館（Gustav III:s antikmuseum）、寶藏展覽廳（Skattkammaren）、軍械展覽廳（Livrustkammaren）和位於地底的三王宮博物館（Museum Tre Kronor）。1878年之前，王宮的東北翼原為王家圖書館所在地，現時該部分是貝爾納多特圖書館，稱為「圖書館翼」（Biblioteksflygeln）。1523年，古斯塔夫·瓦薩已經派置衛兵駐守王宮，以維持整個城市（即現時的老城）的治安。

## 外觀

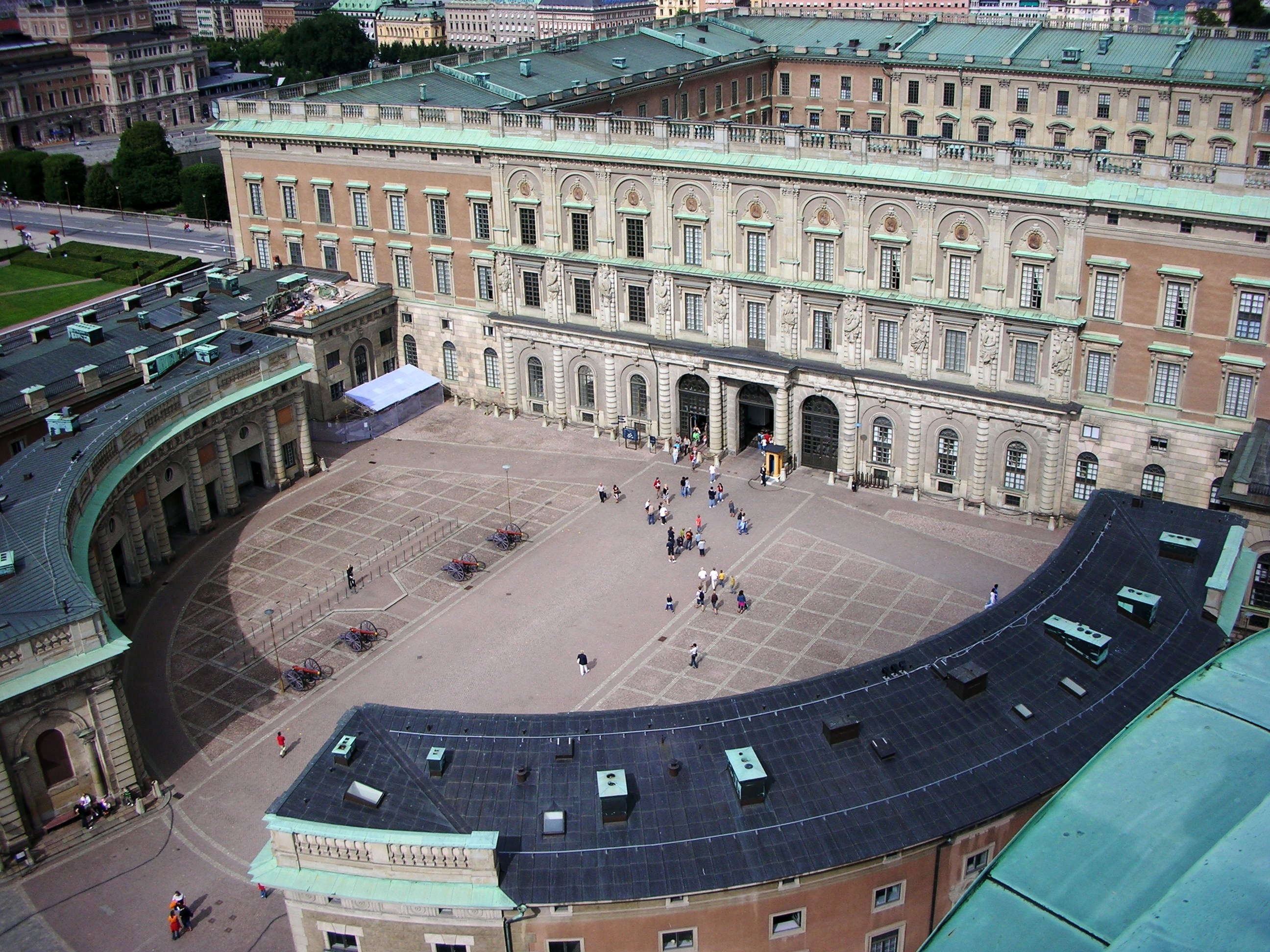
從大教堂塔頂觀看王宮外庭院

斯德哥爾摩王宮有四個立面，各有特色。面向外庭院的西立面是國王的立面，佈置有武術和剛陽的風格。東立面是王后的立面，整個以多條巨大壁柱裝置。南立面代表民族，上面的多個凱旋門式設計深受巴洛克風格影響，內有國家大廳（Rikssalen）和王宮教堂。北立面對着北橋和古斯塔夫·阿道夫廣場，代表所有王室成員，內有面向北方的國王和王后房間。
王宮花園（Logården）位於東南翼和東北翼之間。

## 內部

### 西部
從西部階梯而上（Västra Trapphuset），左方的第2層有貝爾納多特房間，右方是勳章大廳（Ordenssalarna ）。第三層有國賓館和國家房間。

### 東部

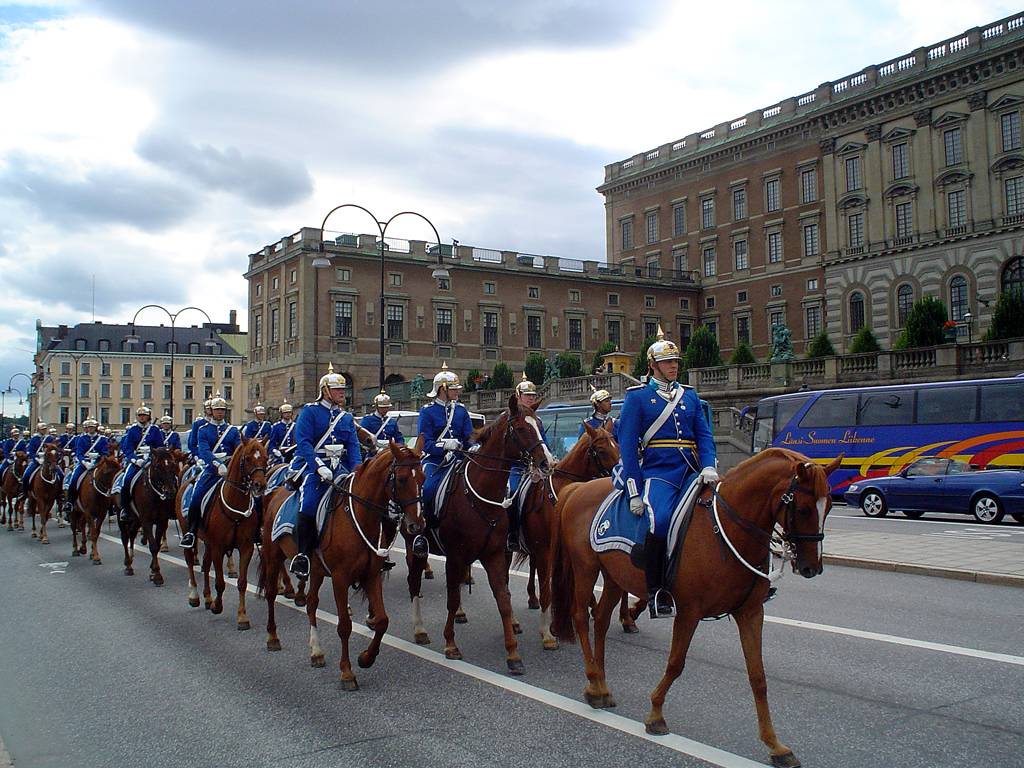
王宮前的皇家衛隊

從南方的入口進入的下一層是軍械展覽廳，是瑞典最古老的博物館，展出兵器、軍服和寶石。

### 北部
北部有國王和王后的套房，包括睡房、衣櫃和前室。除此之外，還有每年招待5至10次賓客的卡爾十一世畫廊、國王或王儲會見政府官員的房間，和用作特別展覽的房間。這些房間原是古斯塔夫六世·阿道夫國王的私人房間。在獅子斜坡下的地面上，是三王冠博物館。

### 南部
國家大廳在一樓西邊，國家教堂在一樓東邊。地下一層有展出瑞典冠冕的寶藏展覽廳。

### 東北翼
東北翼有古斯塔夫三世文物館，展出意大利的古老雕塑。

## 歷史

### 1697年大火
斯德哥爾摩王宮的興建，源於1697年5月7日的一場大火災。這場火災幾乎把當時的三王冠宮完全燒燬，只有北部幾乎不受大火波及。和其餘部份不同的是，北部的牆壁進行了維修，至今仍然存在。這部份的牆壁在火災前不久建成，其巴洛克式建築與現時所見的一樣。王宮教堂於火災前5個月，即1696年聖誕節落成，其內部依然被現時的王宮教堂使用。
當時王宮的北部按羅馬巴洛克風格建造，規格和對稱都很嚴謹。負責建築的工程師小尼哥底母·特辛（Nicodemus Tessin d.y.）曾在1688年到羅馬法爾內塞宮作實地考察。

### 牆壁重建
三王冠宮的中世紀牆壁現時可見於獅子斜坡（Lejonbacken）後的北部地庫內。獅子斜坡後隱藏古舊的無窗牆璧。
舊牆壁也形成了北部牆壁的大部分。例如，以前的東北和西北牆角塔的牆壁，就比現今王宮的地面牆壁較厚，因為特辛致力保存，使舊牆壁的一半仍可使用。1690年，節儉的國王卡爾十一世已經不情願地同意了開始維修工程。重新使用舊部份，對建造這部份的新宮殿尤其重要。因此，工程很快就完成了，只用了5個月時間。
新建的牆壁也比舊的高，包括完全包含在新牆壁內的舊塔。特辛的圖則也把卡爾十一世在火災前的畫廊包括在內。

### 特辛興建新宮殿的計劃

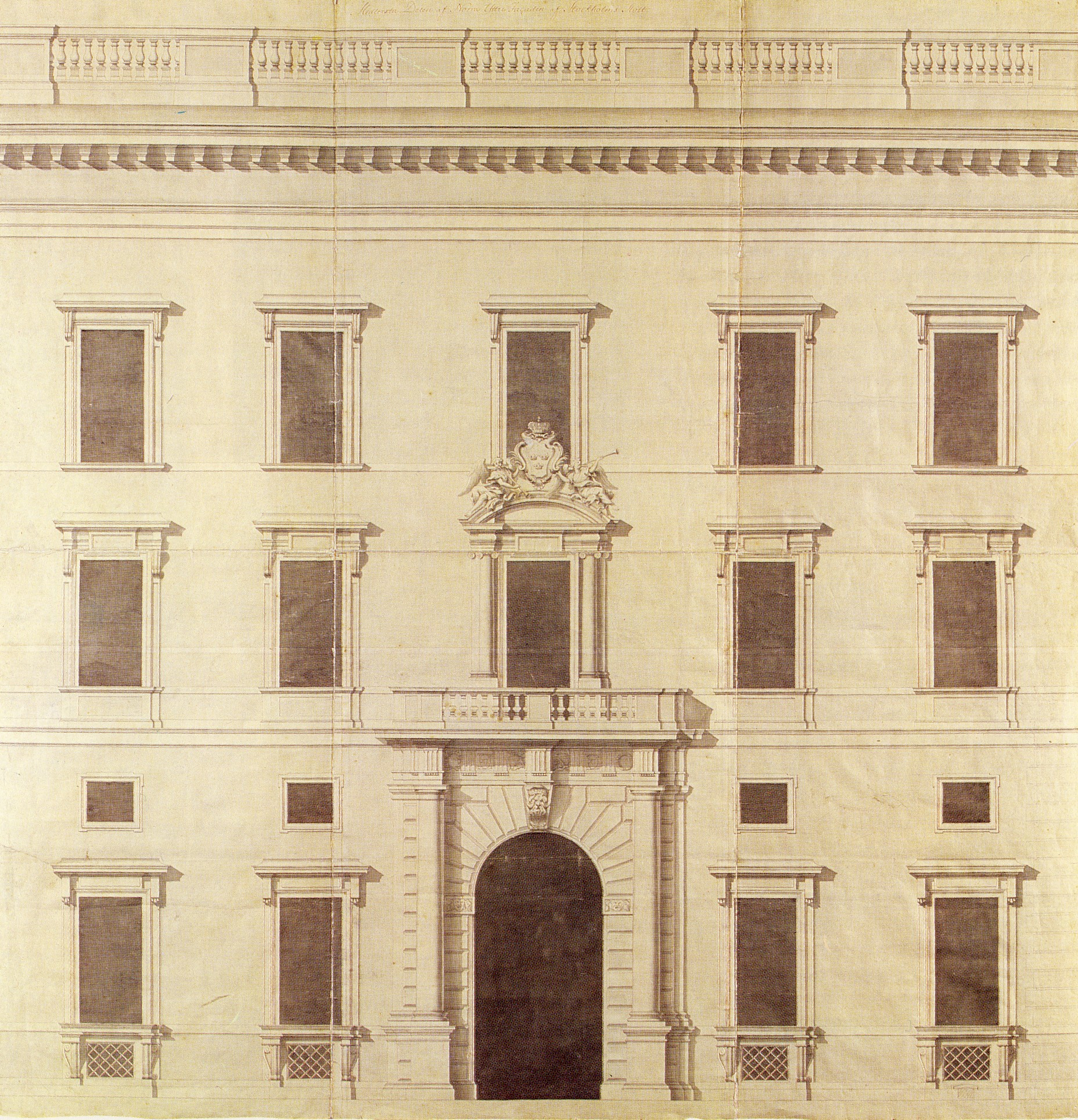
特辛為北立面中央的設計，大約畫於1690年

火災過後，由母親海德維希·伊麗歐諾拉輔政的卡爾十一世決定在被毀的舊宮殿遺址上興建一座新的宮殿。小尼哥底母·特辛負責設計和建築新王宮。
特辛設計的新宮殿獲批准後，他被任命為宮殿工程的總管，和王宮的軍需主管。同時，Göran Josuæ Törnquist擔任他的顧問和副手，Hans Conradt Buchegger擔任建築主管，對工程也作出重大貢獻。他們憑這工作賺得德國「巨匠」的榮譽。
根據特辛在大火前的設計，宮殿會以無翼的四方型式建造，嚴謹地跟隨羅馬巴洛克風格（即其他三道外牆看似來跟北部外牆一樣長）。後來他放棄了此設計，因為他不敢向節儉的卡爾十一世提出建議。然而，卡爾十一世死後的《古今瑞典》（Suecia Antiqua et Hodierna）有5幅圖樣：I.19（新的北立面俯視圖，連同獅子斜坡和新庭院）、I.20（新王宮教堂的內部設計）、I.27（船島俯視圖）、I.32（從國王公園觀看王宮）。從船島上的巴洛克式宮殿（I.27）來看，三王冠宮的高塔會保留在新的王宮廣場。
大火後，特辛需要重新設計，他改動了原先的四方形，加入了翼的設計，使宮殿東西方較長。這是為了增加紀念碑，和把宮殿向西部的空間擴建。然而，因為大教堂位於南方，所以西南方的翼需要縮短。由於各翼的長度不一，為了保償對稱性，他在主要建築以西劃出了一個半圓形，後來變成今日的外庭院。

## 外部連結
- 王室─王宮網站
- SFV Statens Fastighetsverk - 斯德哥爾摩王宮